# هاینتس رومان
هاینتس رومان (انگلیسی: Heinz Rühmann؛ ۷ مارس ۱۹۰۲ – ۳ اکتبر ۱۹۹۴) کارگردان، هنرپیشه، تهیه‌کننده و فیلم‌نامه‌نویس اهل آلمان بود.
از فیلم‌هایی که وی در آن نقش داشته است، می‌توان به خیلی دور، خیلی نزدیک، کشتی احمق‌ها و دروغ‌گو اشاره کرد.